# Jouy-sur-Eure
Jouy-sur-Eure és un municipi francès situat al departament de l'Eure i a la regió de Normandia. L'any 2007 tenia 570 habitants.

## Demografia

### Població
El 2007 la població de fet de Jouy-sur-Eure era de 570 persones. Hi havia 228 famílies, de les quals 56 eren unipersonals (20 homes vivint sols i 36 dones vivint soles), 64 parelles sense fills, 100 parelles amb fills i 8 famílies monoparentals amb fills.
La població ha evolucionat segons el següent gràfic:
Habitants censats

### Habitatges
El 2007 hi havia 268 habitatges, 229 eren l'habitatge principal de la família, 31 eren segones residències i 8 estaven desocupats. 253 eren cases i 15 eren apartaments. Dels 229 habitatges principals, 179 estaven ocupats pels seus propietaris, 42 estaven llogats i ocupats pels llogaters i 8 estaven cedits a títol gratuït; 3 tenien una cambra, 16 en tenien dues, 27 en tenien tres, 51 en tenien quatre i 132 en tenien cinc o més. 174 habitatges disposaven pel capbaix d'una plaça de pàrquing. A 103 habitatges hi havia un automòbil i a 114 n'hi havia dos o més.

### Piràmide de població
La piràmide de població per edats i sexe el 2009 era:
| Homes | Edats   | Dones |
| ----- | ------- | ----- |
| 0     | 95 o +  | 0     |
| 0     | 90 a 94 | 4     |
| 8     | 85 a 89 | 0     |
| 0     | 80 a 84 | 8     |
| 8     | 75 a 79 | 16    |
| 12    | 70 a 74 | 4     |
| 12    | 65 a 69 | 20    |
| 4     | 60 a 64 | 4     |
| 0     | 55 a 59 | 4     |
| 20    | 50 a 54 | 24    |
| 32    | 45 a 49 | 24    |
| 32    | 40 a 44 | 20    |
| 28    | 35 a 39 | 20    |
| 16    | 30 a 34 | 24    |
| 12    | 25 a 29 | 24    |
| 16    | 20 a 24 | 8     |
| 4     | 15 a 19 | 24    |
| 16    | 10 a 14 | 12    |
| 16    | 5 a 9   | 24    |
| 32    | 0 a 4   | 16    |

## Economia
El 2007 la població en edat de treballar era de 386 persones, 307 eren actives i 79 eren inactives. De les 307 persones actives 278 estaven ocupades (147 homes i 131 dones) i 29 estaven aturades (18 homes i 11 dones). De les 79 persones inactives 31 estaven jubilades, 25 estaven estudiant i 23 estaven classificades com a «altres inactius».

### Ingressos
El 2009 a Jouy-sur-Eure hi havia 222 unitats fiscals que integraven 579,5 persones, la mediana anual d'ingressos fiscals per persona era de 21.604 €.

### Activitats econòmiques
Dels 20 establiments que hi havia el 2007, 6 eren d'empreses de construcció, 6 d'empreses de comerç i reparació d'automòbils, 1 d'una empresa d'hostatgeria i restauració, 1 d'una empresa d'informació i comunicació, 2 d'empreses de serveis, 1 d'una entitat de l'administració pública i 3 d'empreses classificades com a «altres activitats de serveis».
Dels 7 establiments de servei als particulars que hi havia el 2009, 3 eren fusteries, 1 lampisteria, 2 electricistes i 1 restaurant.
Dels 2 establiments comercials que hi havia el 2009, 1 era una gran superfície de material de bricolatge i 1 una perfumeria.
L'any 2000 a Jouy-sur-Eure hi havia 12 explotacions agrícoles que ocupaven un total de 474 hectàrees.

## Equipaments sanitaris i escolars
El 2009 hi havia una escola elemental integrada dins d'un grup escolar amb les comunes properes formant una escola dispersa.

## Poblacions més properes
El següent diagrama mostra les poblacions més properes.